# 2005년 2월
| 2005년: 1월 · 2월 · 3월 · 4월 · 5월 · 6월 · 7월 · 8월 · 9월 · 10월 · 11월 · 12월 |

| <          | 2005년 2월 | 2005년 2월   | 2005년 2월 | 2005년 2월 | 2005년 2월 | >          |
| 일         | 월         | 화           | 수         | 목         | 금         | 토         |
|            |            | 1 12.23 병진 | 2 24 정사  | 3 25 무오  | 4 26 기미  | 5 27 경신  |
| 6 28 신유  | 7 29 임술  | 8 30 계해    | 9 1.1 갑자 | 10 2 을축  | 11 3 병인  | 12 4 정묘  |
| 13 5 무진  | 14 6 기사  | 15 7 경오    | 16 8 신미  | 17 9 임신  | 18 10 계유 | 19 11 갑술 |
| 20 12 을해 | 21 13 병자 | 22 14 정축   | 23 15 무인 | 24 16 기묘 | 25 17 경진 | 26 18 신사 |
| 27 19 임오 | 28 20 계미 |              |            |            |            |            |

| - 2월 22일 - 이은주 편집하기 |

## 2005년2월 22일
- 이란 중부 자란드 지역에서 오전 5시 55분경 리히터 규모 6.4의 지진이 발생해 400여 명이 숨지고 5000여 명이 다쳤다.

## 2005년2월 16일
- 지구온난화를 막기 위해 세계가 협력하여 온실가스 배출을 의무적으로 줄이기로 한 교토 의정서가 발효되었다.

## 2005년2월 15일
- 2006학년도 대학수학능력시험 시험일이 APEC 회의와 날짜가 겹쳐 당초 계획인 11월 17일에서 11월 23일로 연기되었다.

## 2005년2월 10일
- 북한은 6자회담 참가 무기한 중단을 발표하고 핵무기 보유 및 추가생산을 공식선언하였다.

## 2005년2월 3일
- 국가정보원 과거사건 진실규명을 통한 발전위원회는 부일정수장학회 강제헌납과 경향신문 강제매각 사건, 동백림 간첩단 사건, 1,2차 인혁당 및 민청학련 사건, 김대중납치사건, 김형욱 전 중앙정보부장 실종사건, KAL기 폭파 사건, 남한조선노동당 중부지역당 사건 등 그동안 의혹이 불거진 7가지 사건에 대해 2월부터 본격적인 조사에 착수한다고 발표했다.
- 헌법재판소는 호주제를 규정한 민법 778조와 781조 1항 일부분, 826조 3항 일부분에 대해 '사실상의 위헌'을 의미하는 헌법불합치 선고를 내리다.